# Dedifferenzierung
Dedifferenzierung beschreibt einen biologischen Prozess, bei dem Zellen ihre Zelltyp-spezifischen Eigenschaften verlieren.
Sie führt damit zu einer (partiellen) Umkehr der während der Embryogenese erfolgenden Zell-Differenzierung.
Dieser Prozess spielt vor allem bei der Bildung von Tumoren eine große Rolle. Differenzierte Zellen haben eine, wenn überhaupt, geringe Zellteilungsrate, dedifferenzierte (Tumor)zellen jedoch eine höhere, und führen somit zu einem oft schnellen Wachstum von Tumorgewebe.
Bei der Kultivierung von menschlichen oder tierischen Zellen kommt es mit der Zeit meist ebenso zu einer Dedifferenzierung, die meist mit einem Funktionsverlust der Zellen einhergeht (etwa, wenn Zellen in Kultur immer weniger einer bestimmten Substanz wie zum Beispiel ein Hormon bilden). Dies stellt speziell ein Problem für das Tissue Engineering dar. Im Fall einer Transdifferenzierung, etwa von Stammzellen wäre eine Dedifferenzierung hingegen wünschenswert.